# Jorge Sapelli
Jorge Sapelli (Montevideo, 1926 — ibídem. 13 de gener de 1996) fou un polític uruguaià, vicepresident de la República en el període 1972-1973; pertanyent al Partit Colorado.
Va néixer a Montevideo el 1926. Empresari, va ser dirigent gremial dins de l'esmentat sector. Entre 1969 i 1972 va ser ministre de Treball del govern de Jorge Pacheco Areco, destacant-se per la seva moderació i obertura al diàleg dins del context autoritari de l'esmentada administració. El 1971 va ser designat integrant de la fórmula presidencial del Partit Colorado encapçalada per Juan María Bordaberry Arocena, resultant electe vicepresident de la República i assumint el càrrec l'1 de març de 1972.
Quan el president Bordaberry va dissoldre el Parlament junt amb les Forces Armades, durant el cop d'estat del 27 de juny de 1973, Sapelli es va mantenir en defensa de la legalitat. El desembre d'aquell mateix any, en formar-se el Consell d'Estat, li van oferir presidir-lo el que no va acceptar, demostrant així la seva adhesió a la democràcia.